# Joannes Baptista De Boeck
Joannes Baptista De Boeck (Antwerpen, 7 augustus 1826 – Lokeren, 16 april 1902), vaak genoemd Jan Baptist of Jean Baptist en ook wel De Bock, was een Belgisch beeldhouwer.

## Leven
Over het leven van De Boeck is zeer weinig bekend. Hij werd geboren te Antwerpen als zoon van Michael De Boeck, smid, en Maria Elisabeth Cruywinkels. Hij huwde Maria Christina Dams, en na haar overlijden hertrouwde hij in 1861 met Philomena Kums.
Hij studeerde aan de Koninklijke Academie voor Schone Kunsten in Antwerpen. In 1851 won hij de Prijs van Rome voor beeldhouwkunst met een bas-reliëf 'De dood van Socrates'. Hij was de eerste laureaat die ingevolge een wijziging van het reglement een theoretisch examen moest afleggen vooraleer hij op reis kon. Het examen testte de kennis van het Frans, algemene literatuur, geschiedenis en antropologie. De jury oordeelde dat zijn kennis van het Frans en de algemene literatuur onvoldoende was. Hij ontving dan ook een toelage om zijn studies hierin verder te zetten. Na de tweede proef, een jaar later, oordeelde de jury dat zijn kennis van het Frans weliswaar nog steeds onvoldoende was, maar hij mocht toch vertrekken op voorwaarde dat hij zijn reis begon met een verblijf van zes maand in Parijs. Hij reisde samen met zijn vriend Jan-Baptist Van Wint en ze verbleven samen in Rome op Via Leonina 15.
Na zijn terugkeer specialiseerde hij zich in neogotische religieuze beeldhouwkunst. Met Jan-Baptist Van Wint opende hij daartoe een atelier in de Provinciestraat te Antwerpen. Zij realiseerden beeldhouwwerk voor diverse kerken, onder meer voor de O.-L.-Vrouwekathedraal in Antwerpen.